# Beverbeek Classic 2010
La Beverbeek Classic 2010, tredicesima edizione della corsa, valida come evento dell'UCI Europe Tour 2010 categoria 1.2, si svolse il 27 febbraio 2010 su un percorso di 168 km. Fu vinta dal belga Yannick Eijssen, che terminò la gara in 3h 51' 47" alla media di 43,489 km/h.
Furono 70 i ciclisti in totale che tagliarono il traguardo.

## Ordine d'arrivo (Top 10)
| Pos. | Corridore        | Squadra         | Tempo    |
| ---- | ---------------- | --------------- | -------- |
| 1    | Yannick Eijssen  | Pws Eyssen      | 3h51'47" |
| 2    | Edwig Cammaerts  | Lotto           | s.t.     |
| 3    | Grégory Joseph   | Topsport Vl.    | a 20"    |
| 4    | Denis Flahaut    | ISD Continental | s.t.     |
| 5    | Steve Schets     | Jong Vlaanderen | s.t.     |
| 6    | Timothy Dupont   | Jong Vlaanderen | s.t.     |
| 7    | Steffen Radochla | Nutrixxion Sp.  | s.t.     |
| 8    | Hans Dekkers     | Landbouwkrediet | s.t.     |
| 9    | Barry Markus     | Rabobank Cont.  | s.t.     |
| 10   | Jarl Salomein    | Beveren 2000    | s.t.     |